# Arctodus pristinus
L'orso dal muso corto nano (Arctodus pristinus) è un mammifero della famiglia Ursidae, estinto nel Pleistocene.
Era onnivoro e più piccolo del cugino Arctodus simus, il quale era invece completamente carnivoro.
Questa specie probabilmente si è estinta a causa della rivalità con l'orso nero americano e l'orso Grizzly.